# 薛浚
薛浚，陝西省西安府長安縣人，清朝政治人物、進士出身。
光緒六年（1880年），参加庚辰科殿試，登進士二甲第88名。同年五月，授內閣中書。